# 馬丁·達姆
馬丁·達姆（捷克語：Martin Damm，1972年8月1日—）是一位捷克職業網球運動員。
他的生涯單打最高排名為42位（1997年8月18日），生涯雙打最高排名為第5（2007年4月30日）。
他在雙打方面較為亮眼，曾在2006年在大滿貫各奪得男子雙打冠亞軍，澳網奪得雙打亞軍，在同年美網奪得雙打冠軍，都是與印度球員利安德·帕斯合作奪得。
他的生涯沒有奪得任何1個ATP單打冠軍，但是在雙打卻獲得40個冠軍。

## 外部連結
- 馬丁·達姆（英文/西班牙文）的官方資料
- 馬丁·達姆的國際網球總會 職業／青少年 官方資料（英文）
- 馬丁·達姆的官方資料（英文）